# Biribi – Hölle unter heißer Sonne
Biribi ist ein französischer Antikriegsfilm von Regisseur Daniel Moosmann aus dem Jahr 1971.

## Handlung
1883: Verwaist und ohne Freunde meldet sich der junge Jean Froissard freiwillig in die französische Armee. Unfähig, die Disziplin zu ertragen, wird er vor den Kriegsrat gestellt. Er wird verurteilt, mit einem Bataillon nach Nordafrika zu gehen, nach Biribi, wie der Volksmund es nennt. Dort erleidet er Unterdrückung, Ungerechtigkeit und Missbrauch durch die Offiziere. Als er endlich in die Freiheit entkommt, wird der gebrochene Jean zum Dieb.

## Hintergrund
Nachdem er die Musik für Z (1969) außer Landes geschmuggelt hatte, schrieb Mikis Theodorakis die Filmmusik zu Biribi nach seiner Entlassung aus dem Gefängnis der griechischen Militärjunta.

## Kritik
Das Lexikon des Internationalen Films urteilte, die Produktion sei die „[h]arte Verfilmung eines 1888 erschienenen autobiografischen Romans von Georges Darien: eine kritische Demonstration von Sadismus und Brutalität.“